# Майборода Ярослав Сергійович
Яросла́в Сергі́йович Ма́йборода (2000—2022) — український військовослужбовець, солдат. Кавалер ордена «За мужність» ІІІ ступеня (посмертно).

## Життєпис
Народився в місті Біла Церква на Київщині.
Закінчив ліцей «Перша Білоцерківська гімназія». Був творчою особистістю, виконував пісні і сам писав музику. З 15 років грав у різних рок-гуртах: Second Wave, Walkdown, High Five. Виступав у Білій Церкві, згодом — у Києві. Захоплювався творчістю Курта Кобейна. Любив співати пісню «8 колір» гурту «Мотор'ролла» та «Човен» на слова Івана Франка .
Ще зі школи цікавився хімією. ЗНО з цього предмету склав на 198 балів і з легкістю вступив до Київського національного університету імені Тараса Шевченка на хімічний факультет. Особливо захопився органічною хімією .
З першого курсу паралельно з навчанням працював в лабораторії компанії «Єнамін». Самотужки закінчив ІТ-курси і отримав додатковий підробіток. На третьому курсі вирішив взяти академічну відпустку в університеті, аби повністю присвятити себе роботі. У січні 2022 року повернувся на третій курс бакалаврату. Та, на жаль, завершити навчання не дала повномасштабна війна .
З перших днів російського вторгнення Ярослав допомагав Територіальній обороні Києва. А 12 квітня о 7 ранку написав мамі, що збирається їхати у Запоріжжя, аби вступити в «Азов». Вже 1 травня 2022 був офіційно зарахований до підрозділу .

## Загибель
Загинув у районі села Времівка на Донеччині 23 серпня 2022 року. Він підписав рапорт про участь у деблокаді Маріуполя. Військові намагалися прорватися суходолом на окуповану росіянами частину Донецької області. Та під час ротації Ярослав підірвався на міні. За два місяці захиснику мало виповнитися 22 роки.
27 серпня 2022 Ярослава поховали на Алеї слави у рідній Білій Церкві.
Залишилася мама.
За відвагу і мужність Ярослава нагородили орденом «За мужність» ІІІ ступеня (посмертно). Юнакові присвоїли звання «Почесний громадянин Білоцерківської міської територіальної громади».